# Edward D. Townsend
Pour les articles homonymes, voir Townsend.
Edward Davis Townsend (22 août 1817 - 10 mai 1893) a été adjudant général de l'armée américaine (US Army) de 1869 à 1880.

## Biographie
Fils de David S. et Eliza (Gerry) Townsend et petit-fils du vice-président et père fondateur Elbridge Gerry, Townsend fait ses études à l'école latine de Boston (Boston Latin School) avant d'être diplômé de l'Académie militaire des États-Unis en 1837.
Il est nommé sous-lieutenant (second lieutenant) dans le 2e régiment d'artillerie des États-Unis et sert en tant qu'adjudant de ce régiment. Il participe à la seconde guerre séminole et à la réinstallation de la nation Cherokee. En 1846, il est transféré au corps de l'adjudant général et affecté à Washington.. Il sert sur la côte pacifique de 1851 à 1856, après quoi il retourne à Washington pour le reste de sa carrière. En février 1869, il est promu brigadier général (général de brigade) et devient adjudant général de l'armée américaine. Townsend prend sa retraite en 1880.
Il meurt à Washington en 1893 à la suite d'un choc accidentel provoqué par un téléphérique et est enterré au cimetière de Rock Creek à Washington.

## Source
- (en) Cet article est partiellement ou en totalité issu de l’article de Wikipédia en anglais intitulé « Edward D. Townsend » (voir la liste des auteurs).